# Korona motyli
Korona (łac. corona) – u motyli jest to element samczych narządów genitalnych.
Korona to specjalny szereg uzbrojonych szczecinek, ząbków lub kolców, znajdujący się kukulusie lub bezpośrednio na walwie. U sówkowatych jest wykształcona prawie u wszystkich gatunków.